# 137
137 је била проста година.

## Догађаји
- Конзули Луције Елије Цезар и Публије Целије Балбин
- Уведено опорезивање трговине у Палмири.

## Смрти
- Вера, Нада, Љубав и њихова мајка Софија хришћански светитељи, поштовани као мученици.
- Вибија Сабина  жена римског цара Хадријана.
- Рабин Акива  филозоф танаимског периода, један од најзначајнијих учитеља права и оснивач систематизације усмене Торе. Погубили су га Римљани.